# Mesochorus reflexus
Mesochorus reflexus är en stekelart som beskrevs av Dasch 1974. Mesochorus reflexus ingår i släktet Mesochorus och familjen brokparasitsteklar. Inga underarter finns listade i Catalogue of Life.